# Паєнчно (гміна)
Гміна Паєнчно (пол. Gmina Pajęczno) — місько-сільська гміна у центральній Польщі. Належить до Паєнчанського повіту Лодзинського воєводства.
Станом на 31 грудня 2011 у гміні проживало 11778 осіб.

## Площа
Згідно з даними за 2007 рік площа гміни становила 113.44 км², у тому числі:
- орні землі: 61.00%
- ліси: 28.00%

Таким чином, площа гміни становить 14.11% площі повіту.

## Населення
Станом на 31 грудня 2011:
| Опис     | Загалом | Загалом | Чоловіки | Чоловіки | Жінки | Жінки |
| -------- | ------- | ------- | -------- | -------- | ----- | ----- |
| одиниця  | осіб    | %       | осіб     | %        | осіб  | %     |
| все      | 11778   | 100     | 5827     | 49.47    | 5951  | 50.53 |
| міське   | 6810    | 100     | 3353     | 49.24    | 3457  | 50.76 |
| сільське | 4968    | 100     | 2474     | 49.80    | 2494  | 50.20 |

## Сусідні гміни
Гміна Паєнчно межує з такими гмінами: Дзялошин, Жонсня, Келчиґлув, Нова Бжезниця, Попув, Семковіце, Стшельце-Вельке, Сульмежице.